# Low (группа)
Low — американская инди-рок-группа из Дулута, штат Миннесота, созданная в 1993 году. В неё входят: Алан Спархок (гитара и вокал), Мими Паркер (ударные и вокал) и Стив Гаррингтон (бас-гитара).
Их музыку часто относят к жанру «слоукор», для которого характерны медленный темп композиций и минималистичные аранжировки. Несмотря на то, что сами музыканты не согласны с этим термином, Low считается одной из первых и самых значимых групп в данном направлении.

## История
Группа образовалась весной 1993 года.
Дебютный альбом группы I Could Live in Hope вышел на лейбле Vernon Yard, принадлежащем Virgin Records. В этой записи участвовал басист Джон Николс, на смену которому перед записью альбома Long Divison пришёл Зак Салли.
Long Division и последовавший за ним альбом The Curtain Hits the Cast получили лестные отзывы критиков, а благодаря многочисленным выступлениям у группы сформировалась преданная группа поклонников. Сингл Over The Ocean попал в широкую ротацию на студенческом радио.
Перед записью следующего полноформатного альбома (Secret Name, 1999) группа перешла на независимый лейбл Kranky. В это же время Low выпустили несколько синглов и EP, а также приняли участие в проекте In The Fishtank, записав 6 совместных композиций с группой Dirty Three. В 2001 году увидел свет альбом Things We Lost in the Fire.
В 2002 году коллектив выпустил альбом Trust. В работе над всеми тремя альбомами, изданными на лейбле Kranky, принимали участие известные продюсеры: звукорежиссёром Secret Name и Things We Lost in the Fire выступил Стив Альбини; Trust был записан Томом Херберсом и сведён Чедом Блэйком в Real World Studios.
В апреле 2003 года появилось сообщение о том, что Зак Салли покинул группу. Вскоре после этого Low опубликовали на своём сайте официальное заявление, в котором говорилось, что несмотря на возникшие трудности, Зак остаётся в группе. В 2003 году группа отправилась в европейское турне вместе с Radiohead. Вскоре после окончания тура в начале 2004 года, группа подписала контракт с известным лейблом Sub Pop. В том же году было выпущено трёх-дисковое собрание редких записей группы.

## Сайд-проекты
Участникам группы принадлежит лейбл Chairkickers' Union, на котором выпускается их сольный материал, а также работы других местных музыкантов, таких как Rivulets и Haley Bonar. Спархок принимает активное участие в музыкальной жизни Дулута: он владеет студией звукозаписи, располагающейся в помещении, ранее принадлежавшем церкви, благодаря чему достигается особый, узнаваемый звук группы.

## Дискография

### Студийные альбомы
- I Could Live in Hope (Vernon Yard, 1994)
- Long Division (Vernon Yard, 1995)
- The Curtain Hits the Cast (Vernon Yard, 1996)
- Secret Name (Kranky, 1999)
- Things We Lost in the Fire (Kranky, 2001)
- Trust (Kranky, 2002)
- The Great Destroyer (Sub Pop, 2005)
- Drums and Guns (Sub Pop, 2007)
- C’mon (Sub Pop, 2011)
- The Invisible Way (Sub Pop, 2013)
- Ones and Sixes (Sub Pop, 2015)
- Double Negative (Sub Pop, 2018)
- Hey What (Sub Pop, 2021)

### EP
- Low (Summershine, 1994)
- Finally… (Vernon Yard Recordings, 1996)
- Transmission (Vernon Yard Recordings, 1996)
- Songs for a Dead Pilot (Kranky, 1997)
- Christmas (Kranky, 1999)
- Bombscare (w/ Spring Heel Jack) (Tugboat, 2000)
- The Exit Papers («a soundtrack to an imaginary film») (Temporary Residence Limited, 2000)
- In the Fishtank 7 (w/ Dirty Three) (In the Fishtank, 2001)
- Murderer (Vinyl Films, 2003)

### Синглы
- Over the Ocean (Vernon Yard Recordings, 1996)
- If You Were Born Today (Song For Little Baby Jesus) (Wurlitzer Jukebox, 1997)
- No Need (Split w/ Dirty Three) (Touch And Go, 1997)
- Venus (Sub Pop Records, 1997)
- Joan of Arc (Tugboat Records, 1998)
- Sleep At The Bottom (Split w/ Piano Magic & Transient Waves) (Rocket Girl, 1998)
- Immune (Tugboat Records, 1999)
- Dinosaur Act (Tugboat Records, 2000)
- K. / Low (Split) (Tiger Style, 2001)
- Last Night I Dreamt That Somebody Loved Me & Because You Stood Still (Chairkickers' Music, 2001)
- Canada (Rough Trade (UK), 2002)
- David and Jude (Split w/ Vibracathedral Orchestra) (Misplaced Music, 2002)
- California (Rough Trade (UK), 2004)
- Tonight (Buzzin' Fly Records, 2004)
- Hatchet (Optimimi Version) (Sub Pop Records, 2007)
- Santa’s Coming Over (Sub Pop Records, 2008)

### Живые альбомы
- Maybe They Are Not Liking The Human Beings (Saturday Night Beaver, 1998)
- One More Reason To Forget (Bluesanct, 1998)
- Paris '99: «Anthony, Are You Around?» (P-Vine Records, 2001)